# Cyprinion semiplotum
Cyprinion semiplotum е вид лъчеперка от семейство Шаранови (Cyprinidae). Видът е световно застрашен, със статут Уязвим.

## Разпространение
Разпространен е в Бутан, Индия (Аруначал Прадеш, Асам, Дарджилинг и Сиким) и Непал.